# Послезавтра, в полночь
«Послезавтра, в полночь» — советский фильм 1981 года снятый на киностудии «Азербайджанфильм» режиссёром Арифом Бабаевым.

## Сюжет
По документальной повести Мамеда Авдиева и Анатолия Донца «Именем республики». 
Действие фильма происходит в 1920 году в Баку. Картина повествует о первых чекистах Азербайджана.

## В ролях
- Мелик Дадашев — Нариман Нариманов;
- Гасан Мамедов — Баба Алиев;
- Эрнст Романов — Гарбер;
- Геннадий Корольков — Ершов;
- Юозас Будрайтис — Пчелинцев;
- Земфира Цахилова — Эльмира Агабекова;
- Гаджимурад Ягизаров — Мустафа Мамедов;
- Альгимантас Масюлис — полковник Бартлей;
- Гамлет Ханызаде — Гаджи Ильяс;
- Расим Балаев — Исрафил-бек;
- Азаев — Насир;
- Юрий Сенкевич — Стивенс;
- Татьяна Бондаренко — Лаура;
- Али Зейналов;
- Гюмрах Рагимов;
- Маяк Керимов;
- Сулейман Аскеров — крестьянин

## Награды
- Премия КГБ СССР в области литературы и искусства за лучшее произведение о чекистах (1983, авторы сц. М. Авдиев, А. Донец, Р. Фаталиев; реж. А. Бабаев; оп. Т. Ахундов, актёры Г. Мамедов и М. Дадашев).[1]

## Премьера
- Премьера фильма состоялась в Москве в январе 1983 года.